# 平山賢太郎
平山 賢太郎（ひらやま けんたろう、1977年 - ）は、日本の弁護士（第二東京弁護士会）。筑波大学大学院ビジネスサイエンス系准教授、平山法律事務所代表。学位は博士（法学）（神戸大学・2019年）。東京都出身。

## 略歴
- 2001年 3月　東京大学法学部卒業
- 2002年10月　弁護士登録（第二東京弁護士会）
- 2007年 7月　公正取引委員会事務総局（審査局・知財タスクフォース）入局（～2010年6月）
- 2010年 7月　英国Slaughter and May法律事務所 競争法グループ（出向・～2010年12月）
- 2012年 4月　立教大学ロースクール講師（～2013年3月）
- 2013年 4月　東京理科大学大学院知的財産戦略専攻准教授（～2018年3月）
- 2014年 4月　筑波大学ロースクール講師（～2017年3月）
- 2017年 9月　法政大学法学部法律学科講師（～2019年3月）
- 2017年10月　一橋大学大学院法学研究科講師（～2019年3月）
- 2018年10月　九州大学法学部准教授〔経済法専攻〕
- 2022年10月　筑波大学大学院ビジネスサイエンス系准教授[1]

## 人物
- 公正取引委員会において知的財産権濫用事件・国際カルテル事件等の主任担当官を務めた独占禁止法専門[4]弁護士。
- 第二東京弁護士会経済法研究会副代表幹事、日本弁護士連合会独禁改正問題ワーキンググループ委員、東京大学ビジネスロー比較法政研究センター外国競争法事例研究会幹事等を務めている。

## 著書
- 『ケースブック独占禁⽌法（第４版）』（共著）（弘⽂堂・2019年）[5]
- 『独占禁止法と損害賠償・差止請求』（共著）（中央経済社・2018年）
- 『ケーススタディ経済法』（共著）（有斐閣・2015年）[6]
- 『論点体系 独占禁止法』（共著）（第一法規・2014年）